# 昭和町 (山梨縣)
昭和町（日语：／ Shōwa chō */?）是位於日本山梨縣中部的町，隸屬於中巨摩郡，也是縣內面積最小的行政區。昭和町在戰國時代後期開始進行土地開發，江戶時代則成為江戶幕府的天領。由於當地在1970年代陸續設置工業區，加上中央自動車道的開通提升交通的便利性，使當地的人口數開始急遽增加。昭和町在向外通勤與就學上相當依賴東邊的甲府市。而當地也是截至2024年日本連續41次不需繳交地方交付稅（普通交付稅）的地方公共團體，位居山梨縣內所有市町村級行政區之首。

## 地理
昭和町為山梨縣內唯一沒有山地的行政區，境內約48%的面積為住宅與工業用地，22%的面積為農業用地。轄區地處甲府盆地的中心。釜無川（富士川）流經轄區西部的邊界地帶，並形成地勢平坦的沖積扇。常永川、清川排水路、東花輪川、澀川與鎌田川皆流經町內，而除常永川與釜無川匯流外，其餘的河川皆在南邊注入笛吹川。

### 氣候
由於昭和町地處甲府盆地內，因此具有內陸性氣候的特徵，一年當中的降雨量和降雪量皆較少。根據統計，2023年當地的年均溫為15.7℃，年降雨量則為1246毫米。

## 歷史

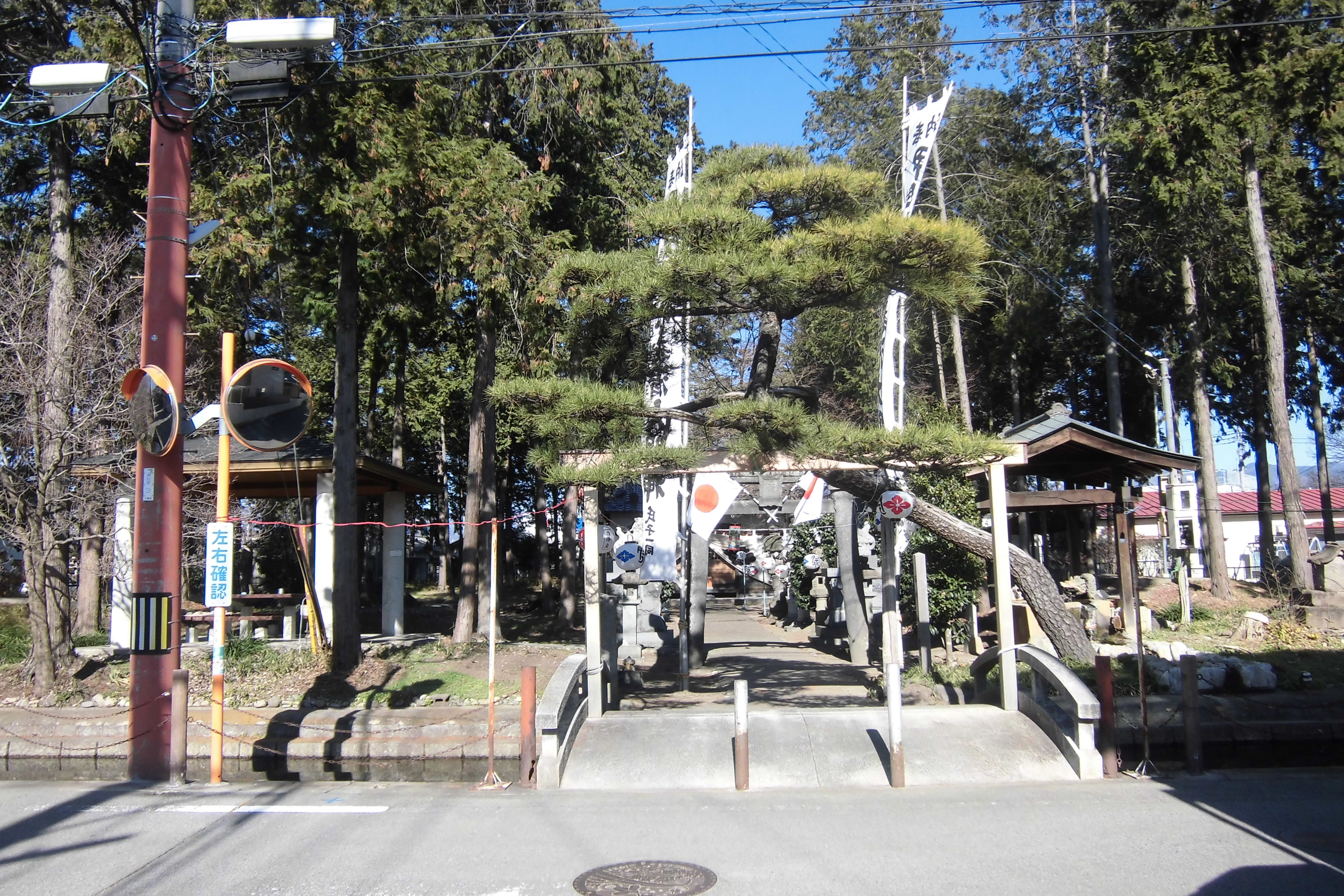
義清神社

昭和町內的史前與古代遺跡較少。平安時代後期，當地陸續設置許多莊園，其中押越和紙漉阿原一帶被認為是於保延3年（1137年）設置的鐮田莊的領地。而位於西條地區的義清神社則被認為是源義光之子源義清的居館遺跡，其附近也座落著被認為是義清的墳塚。由於昭和町位於釜無川形成的氾濫平原上，因此當地在中世紀的聚落數相當少，農業活動也不發達。
戰國時代，境內的河東鄉為加藤氏的領地，西條地區則為西條氏的據點。武田信玄在繼任武田氏的家督後致力於在甲斐國內進行治水工程，並在時常氾濫的釜無川及御勅使川修築信玄堤與霞堤等河堤，使當地開始進行土地開發，並在戰國時代後期至近代逐漸形成聚落。江戶時代，昭和地區共有西條新田、清水新居、河東中島等共11個村落。當時連接甲斐國與駿河國的駿州往還通過當地，並在河東中島村設置宿場；築地新居村則設有渡過釜無川的渡船場。享保9年（1724年），昭和地區在內的甲斐國全境成為江戶幕府的天領，並持續治明治維新時期。
明治22年（1889年），日本實施町村制，並將境內的村落整合成西條村與押原村。昭和17年（1942年）7月，西條村、押原村與常永村合併成昭和村。昭和46年（1971年）4月，昭和村改制成現今的昭和町。由於昭和町在1970年代陸續設置釜無工業區及國母工業區，加上甲府昭和IC的開通使當地的交通便利性提高，因此人口數開始急遽增加。而當地在平成大合併期間選擇維持獨立。

## 行政
現任町長鹽澤浩於2023年2月在選舉中成功連任，其任期將持續至2027年2月。此次選舉的投票率為42.08%，較上屆選舉下降約4個百分點。

## 人口
昭和町的總人口數在1945年至1960年間呈現減少的趨勢。隨後當地的人口數在1965年後開始急遽增加，1970至1980年代則因為工業區的設立而使總人口數倍增。根據2020年的日本國勢調查統計，昭和町的總人口數達到20,909人。而2020年當地的高齡人口占比為18.9%，低於山梨縣及日本全國的平均值，並預估2060年將上升至27.3%。
| 昭和町 (山梨縣)人口分布圖 |                                                        |  |
| 昭和町 (山梨縣)與日本全國年齡別人口分布比較圖 （2005年資料） | 昭和町 (山梨縣)的年齡、男女別人口分布圖 （2005年資料） |  |
| ■紫色是昭和町 (山梨縣) ■綠色是全国 | ■藍色是男性 ■紅色是女性                                |  |
| 昭和町 (山梨縣)人口變化 \| 1970年 \| 5,662人 \| \| \| 1975年 \| 7,000人 \| \| \| 1980年 \| 8,751人 \| \| \| 1985年 \| 10,700人 \| \| \| 1990年 \| 12,548人 \| \| \| 1995年 \| 14,590人 \| \| \| 2000年 \| 15,937人 \| \| \| 2005年 \| 16,764人 \| \| \| 2010年 \| 17,653人 \| \| \| 2015年 \| 19,505人 \| \| \| 2020年 \| 20,909人 \| \| |                                                        |  |
| 資料來源：日本總務省統計中心提供之人口普查數據 |                                                        |  |
| 1970年 | 5,662人                                                |  |
| 1975年 | 7,000人                                                |  |
| 1980年 | 8,751人                                                |  |
| 1985年 | 10,700人                                               |  |
| 1990年 | 12,548人                                               |  |
| 1995年 | 14,590人                                               |  |
| 2000年 | 15,937人                                               |  |
| 2005年 | 16,764人                                               |  |
| 2010年 | 17,653人                                               |  |
| 2015年 | 19,505人                                               |  |
| 2020年 | 20,909人                                               |  |

## 經濟

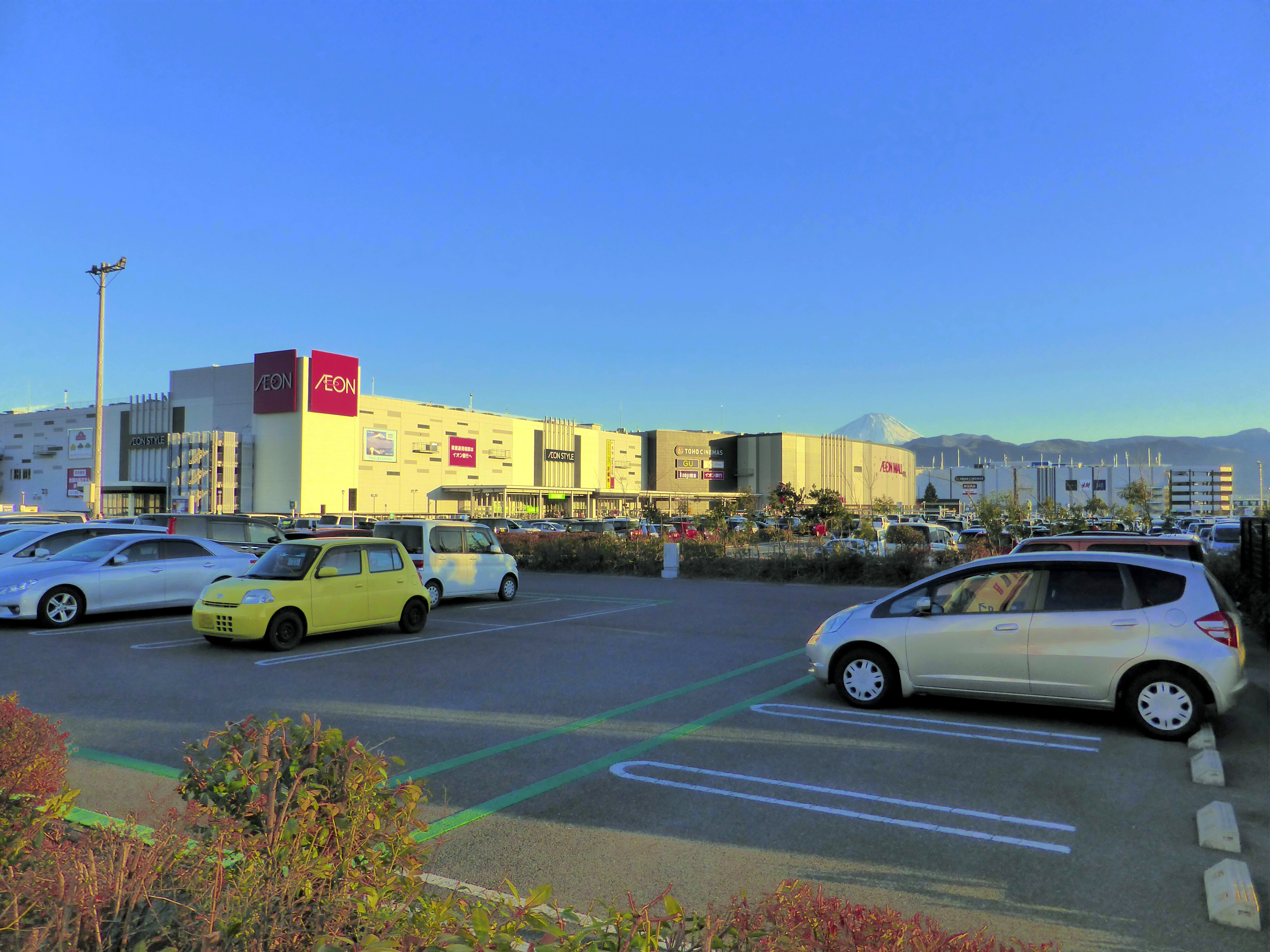
AEON MALL甲府昭和店

根據日本2020年的國勢調查統計，昭和町的就業人口中約2.3%從事第一級產業，31%的就業人口從事第二級產業，其餘的66.7%則從事第三級產業。當地的農業主要在戶外與溫室內種植稻米、茄子、黃瓜與草莓等農產品，並將生產的蔬菜提供給當地的小中學校；近年來則面臨就業人口短缺與高齡化等問題。工業方面，昭和町內坐落著山梨縣規模大的工業區，分別為釜無工業區及國母工業區。而當地截至2024年為日本連續41次不需繳交地方交付稅（普通交付稅）的地方公共團體，位居山梨縣內所有市町村級行政區之首。

## 教育

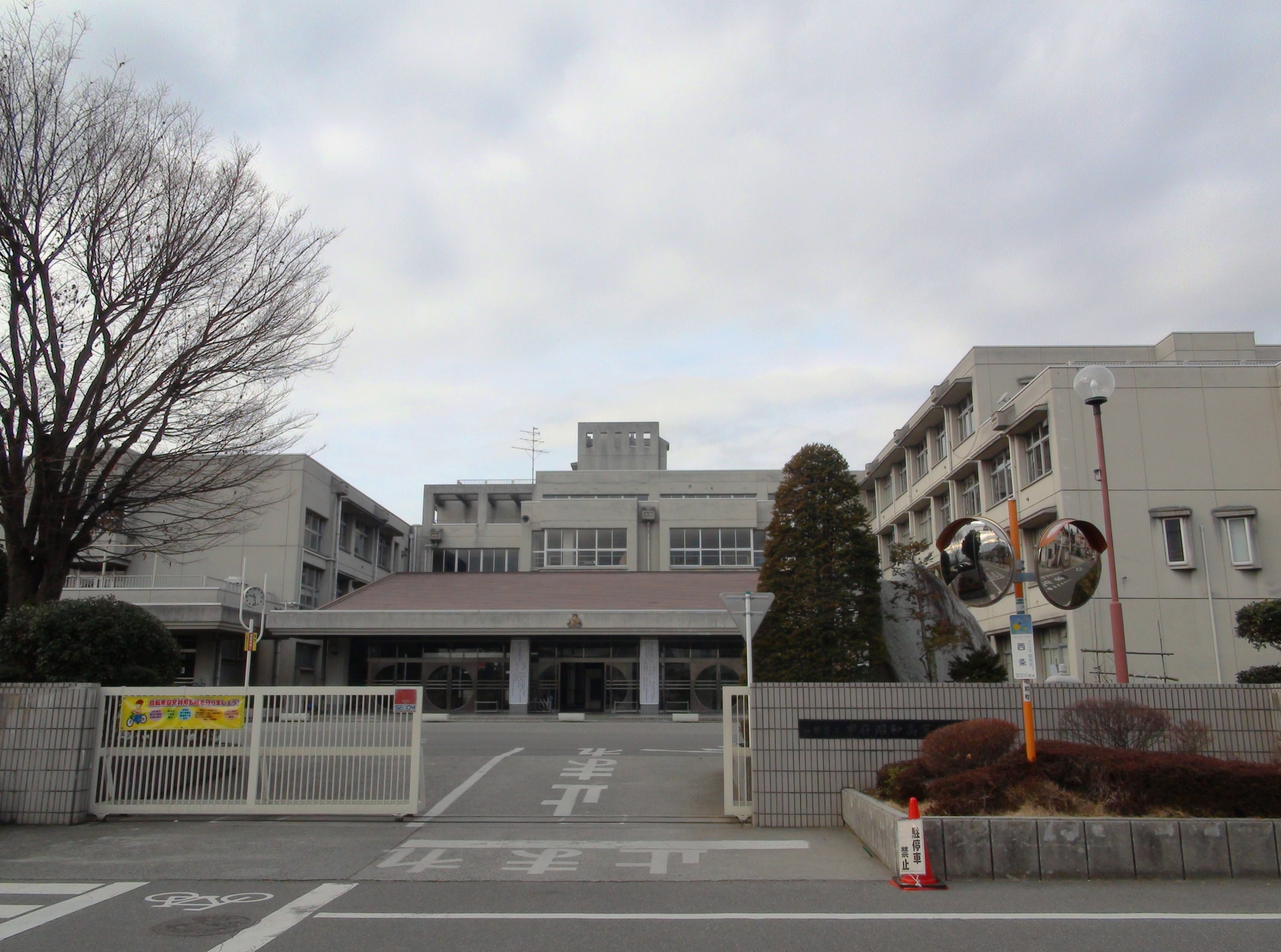
山梨縣立甲府昭和高等學校

昭和町內共有3所小學校、1所中學校與1所高等學校（山梨縣立甲府昭和高等學校）。

## 交通

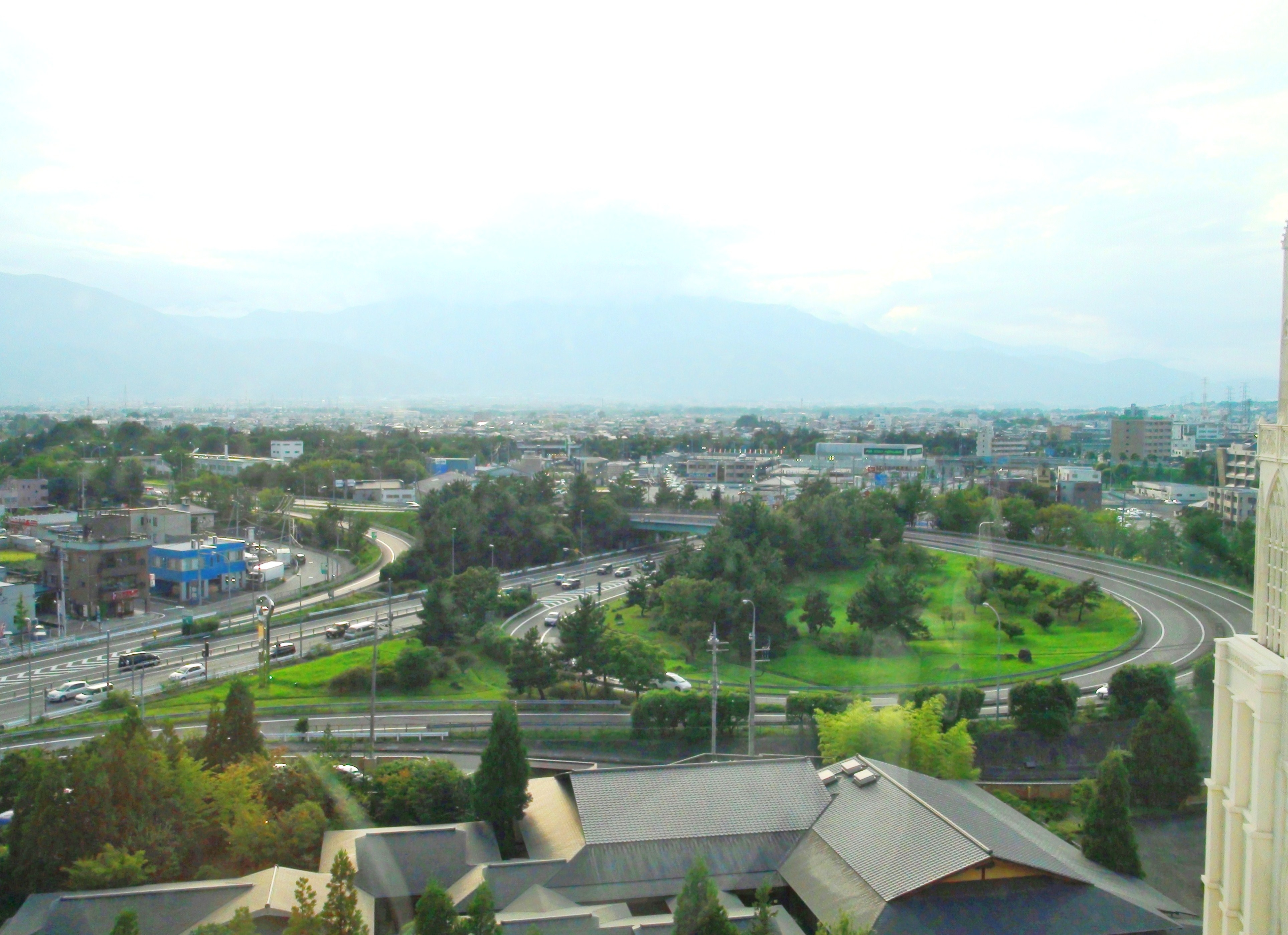
甲府昭和IC
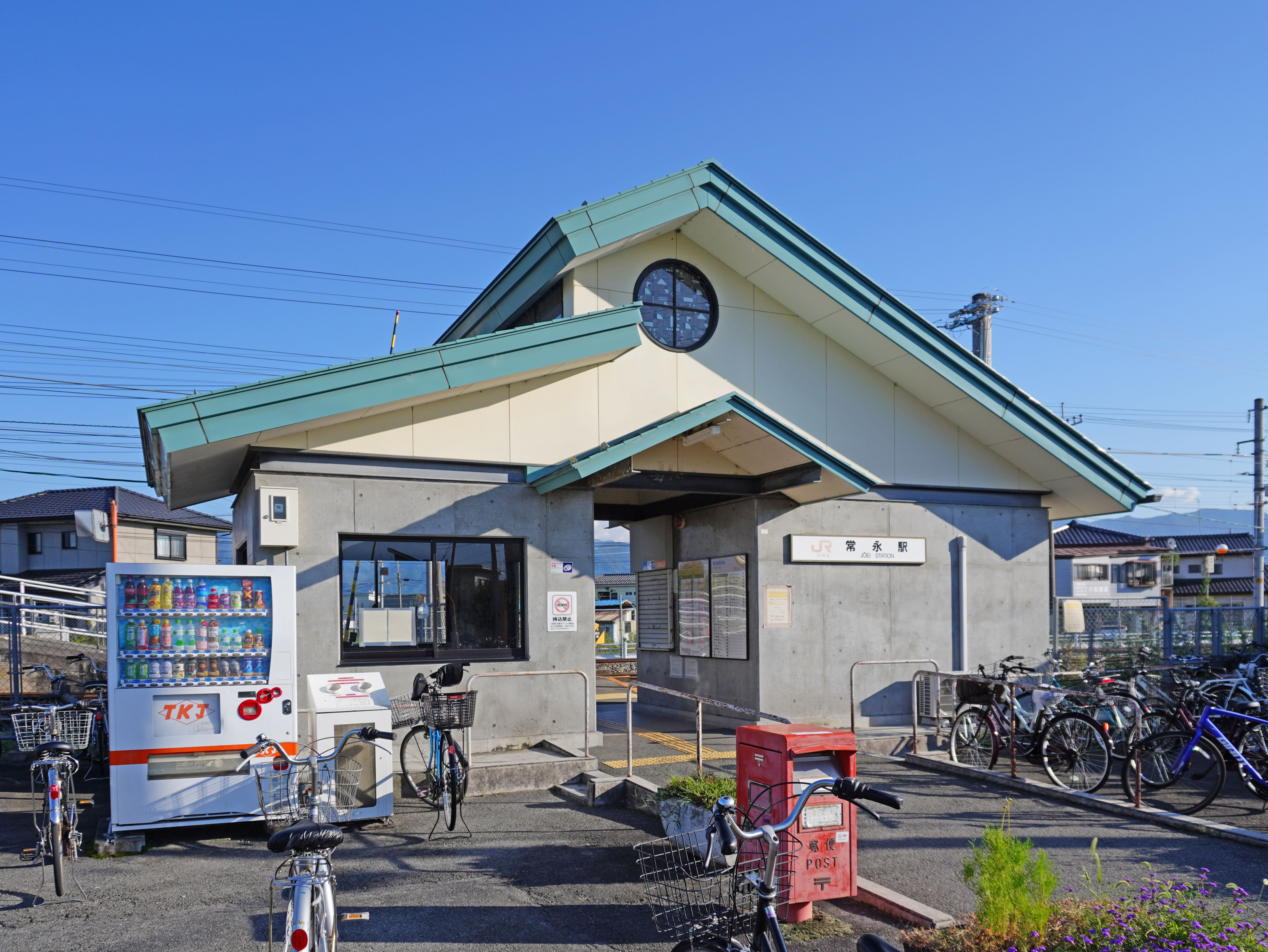
常永站

國道20號與中央自動車道穿越昭和町的北部地區，為當地的交通幹道；中央自動車道則在町內設置甲府昭和IC。鐵路方面，JR東海的身延線通過昭和町的南部地區，並設置常永站和國母站。